# Campeonato de Primera División 1924 de la AAmF (Argentina)
El Campeonato de Primera División 1924 de la disidente Asociación Amateurs de Football fue el cuadragésimo segundo torneo de la Primera División del fútbol argentino. Se disputó entre el 6 de abril y el 16 de noviembre. Se jugó en una rueda por el sistema de todos contra todos.
Vio ganador al Club Atlético San Lorenzo de Almagro, que logró el bicampeonato. 

## Ascensos y descensos
| Pos | Equipo ascendido  |
| --- | ----------------- |
| 1º  | Liberal Argentino |

| Equipos descendidos en la temporada 1923 |
| ---------------------------------------- |
| No hubo                                  |

De este modo, junto a las nuevas afiliaciones de Estudiantes de La Plata y Sportivo Palermo, el número de equipos participantes aumentó a 24.

## Tabla de posiciones final
| Pos | Equipo                  | Pts | PJ | G  | E | P  | GF | GC | Dif |
| --- | ----------------------- | --- | -- | -- | - | -- | -- | -- | --- |
| 1º  | San Lorenzo             | 39  | 23 | 18 | 3 | 2  | 48 | 15 | 33  |
| 2º  | Gimnasia y Esgrima (LP) | 37  | 23 | 15 | 7 | 1  | 39 | 9  | 30  |
| 3º  | Independiente           | 36  | 23 | 16 | 4 | 3  | 47 | 9  | 38  |
| 4º  | Platense                | 36  | 23 | 14 | 8 | 1  | 30 | 6  | 24  |
| 5º  | River Plate             | 31  | 23 | 13 | 5 | 5  | 30 | 20 | 10  |
| 6º  | Racing Club             | 30  | 23 | 14 | 2 | 7  | 39 | 16 | 23  |
| 7º  | Tigre                   | 29  | 23 | 11 | 7 | 5  | 27 | 19 | 8   |
| 8º  | Sportivo Buenos Aires   | 28  | 23 | 10 | 8 | 5  | 35 | 28 | 7   |
| 9º  | San Isidro              | 27  | 23 | 11 | 5 | 7  | 37 | 29 | 8   |
| 10º | Estudiantes (LP)        | 26  | 23 | 10 | 6 | 7  | 38 | 24 | 14  |
| 11º | Defensores de Belgrano  | 25  | 23 | 8  | 9 | 6  | 32 | 26 | 6   |
| 12º | Banfield                | 23  | 23 | 8  | 7 | 8  | 27 | 28 | -1  |
| 13º | Atlanta                 | 20  | 23 | 7  | 6 | 10 | 24 | 28 | -4  |
| 14º | Sportivo Palermo        | 19  | 23 | 7  | 5 | 11 | 26 | 43 | -17 |
| 15º | Barracas Central        | 18  | 23 | 6  | 6 | 11 | 21 | 30 | -9  |
| 16º | Lanús                   | 18  | 23 | 6  | 6 | 11 | 18 | 36 | -18 |
| 17º | Vélez Sarsfield         | 17  | 23 | 6  | 5 | 12 | 26 | 35 | -9  |
| 18º | Sportivo Almagro        | 17  | 23 | 6  | 5 | 12 | 17 | 30 | -13 |
| 19º | Estudiantil Porteño     | 15  | 23 | 4  | 7 | 12 | 16 | 37 | -21 |
| 20º | Liberal Argentino       | 13  | 23 | 4  | 5 | 14 | 17 | 31 | -14 |
| 21º | Argentino del Sud       | 12  | 23 | 6  | 2 | 15 | 23 | 35 | -12 |
| 22º | Quilmes                 | 12  | 23 | 3  | 6 | 14 | 20 | 40 | -20 |
| 23º | Ferro Carril Oeste      | 12  | 23 | 4  | 4 | 15 | 16 | 43 | -27 |
| 24º | Estudiantes (BA)        | 10  | 23 | 3  | 4 | 16 | 16 | 52 | -36 |

|  | Disputaron un desempate por el segundo descenso, luego suprimido. |
|  | Descenso suprimido.                                               |

## Goleadores
| Jugador              | Jugador         | Goles | Equipo                |
| -------------------- | --------------- | ----- | --------------------- |
| Bandera de Argentina | Luis Ravaschino | 15    | Independiente         |
| Bandera de Argentina | Raimundo Orsi   | 14    | Independiente         |
| Bandera de Argentina | Julían Carreras | 13    | Tigre                 |
| Bandera de Argentina | Alfredo Pendola | 12    | Sportivo Buenos Aires |
| Bandera de Argentina | Juan Maglio     | 11    | San Lorenzo           |